# Tadeusz Peretiakowicz
Tadeusz Peretiakowicz  (ur. 17 października 1897, zm. ?) – porucznik piechoty Wojska Polskiego, kawaler Orderu Virtuti Militari.

## Życiorys
Po odzyskaniu przez Polskę niepodległości został przyjęty do Wojska Polskiego. W stopniu bombardiera uczestniczył w wojnie polsko-bolszewickiej w szeregach 2 dywizjonu artylerii konnej, a za swoje czyny wojenne otrzymał Order Virtuti Militari. Został awansowany na stopień porucznika rezerwy w korpusie oficerów sądowych ze starszeństwem z dniem 1 czerwca 1919. Później zweryfikowany w stopniu porucznika zawodowego piechoty ze starszeństwem z dniem 1 lipca 1927. W 1928, 1932 był oficerem 9 pułku piechoty Legionów w garnizonie Zamość. W połowie lat 30. służył w Korpusie Ochrony Pogranicza.
W okresie II RP został osadnikiem wojskowym w osadzie Jakowicze (gmina Mikulicze w województwie wołyńskim).

## Ordery i odznaczenia
- Krzyż Srebrny Orderu Virtuti Militari
- Krzyż Niepodległości (1933)[10]
- Krzyż Walecznych – dwukrotnie